# Крикунова, Матрёна Павловна
Матрёна Павловна Крикунова (10 ноября 1922 — 25 ноября 2004) — передовик советского сельского хозяйства, скотница колхоза имени 17-й партконференции Кировского района Черкесской автономной области, Герой Социалистического Труда (1950).

## Биография
Родилась в 1922 году в станице Сторожевая, ныне Зеленчукского района Карачаево-Черкесской республике.
Работать начала рано, в 1935 году трудоустроилась в колхозе имени 17-й партконференции Кировского района Черкесской автономной области. Работала дояркой, телятницей, скотницей. За 1949 год получила высокий привес от 65 голов крупного рогатого скота по 1050 граммов суточного привеса в среднем на одну голову.
Указом Президиума Верховного Совета СССР от 2 октября 1950 года за получение высоких показателей в животноводстве Матрёне Павловне Крикуновой было присвоено звание Героя Социалистического Труда с вручением ордена Ленина и медали «Серп и Молот».
Избиралась депутатом Ставропольского краевого, Карачаево-Черкесского областного и Зеленчукского районного Совета народных депутатов.
В дальнейшем вышла на заслуженный отдых.
Жила в Зеленчукском районе Карачаево-Черкесии. Умерла 25 ноября 2004 года, похоронена на сельском кладбище.

## Награды
За трудовые успехи была удостоена:
- золотая звезда «Серп и Молот» (02.10.1950)
- орден Ленина (02.10.1950)
- другие медали.